# عامل نسخ

مثال على العامل الناسخ.

عامل النسخ (بالإنجليزية Transcription Factor) هو بروتين يقوم بعدة وظائف ومن أهمها
- توجيه إنزيم الرنا بوليميرز 2 (RNA Polymerase II) إلى المحفز (Promoter).[1][2][3]
- فصل سلسلتي الدنا لتسهيل عملية النسخ.

وهناك عدة أنواع من عوامل النسخ ومنها عوامل النسخ العمومية (General Transcription Factors) وتسمى بهذا الاسم لتوافقها مع معظم المحفزات التي يستخدمها إنزيم الرنا بوليميرز II ويرمز لها بالرمز (TFII).
تعمل عوامل النسخ بمفردها أو مع بروتينات أخرى ضمن معقد، عن طريق تفعيل (عامل منشط)، أو منع (عامل مثبط) توظيف بوليميراز الحمض النووي الريبوزي (الإنزيم الذي ينسخ المعلومات الجينية من الدنا إلى الرنا) ضمن جينات معينة.
السمة المميزة لعوامل النسخ هي أنها تحتوي على مجال رابط للدنا واحد على الأقل، والذي يرتبط بتسلسل محدد من الدنا ضمن الجينات المنظمة. تُصنف عوامل النسخ ضمن فئات بناءً على المجالات الرابطة للدنا الخاصة بها. تعد البروتينات الأخرى مثل تمائم العوامل المنشطة ومغيرات بنية الكروماتين وإنزيمات الهستون أسيتيل ترانسفيراز والهستون ديسيتيلاز والكينازات وناقلات الميثيل ضرورية أيضًا لتنظيم الجينات، لكنها تفتقر إلى المجالات الرابطة للدنا، فهي ليست عوامل نسخ.
تعتبر عوامل النسخ ذات أهمية في الطب لأن الطفرات فيها قد تسبب أمراضًا معينة، ويمكن أن تستهدف الأدوية هذه العوامل.

## طريقة العمل
تبدأ عملية النسخ بالتصاق أحد عوامل النسخ (TFIID) بتسلسل دنا معين يعرف باسم صندوق تاتا (Tata Box) موجود في منطقة المحفز وعلى بعد 25 نيوكليوتيد من منطقة بدأ النسخ. يتم ارتباط عامل النسخ (TFIID) عن طريق جزء معين في عامل النسخ يعرف بروتين ارتباط تاتا (TATA Binding Protein TBP). عند ارتباط العامل الناسخ مع صندوق تاتا يودي هذا إلى تغيرات فيزيائية في شكل الدنا مما يعطي إشارة لبقية عوامل النسخ وإنزيم الرنا بوليميرز II بوجود محفز نشيط، مما يؤدي إلى ارتباط الإنزيم وعوامل ناسخة إضافية في المكان لتكوين ما يعرف معقد بداية النسخ (Transcription Initiation Complex).
عند تكوين هذا المركب يقوم عامل النسخ (TFIIH) بإنتاج إنزيم دنا هيليكيز (DNA Helicase) مما يؤدي لفصل سلسلتي الدنا وتقريب إنزيم الرنا بوليميرز II أكثر من سلسلة الدنا المراد نسخها، مما يساعد على إنتاج شرائط قصيرة من الرنا. تبدأ المرحلة الرئيسية في النسخ عندما يقوم عامل النسخ (TFIIH) بفسفرة جزء من إنزيم الرنا بوليميرز II يعرف باسم نطاق C الطرفي 
 (C Terminal Domian) مما يؤدي إلى تغيرات جذرية في المركب، بحيث يتم تحرير عوامل النسخ ويتم تقريب إنزيم الرنا بوليميرز II بشكل أكبر من السلسلة المراد نسخها وبالتالي بدأ عملية الاستطالة (إنتاج شرائط رنا طويلة) ونسخ الجين المطلوب. عند تحرير عوامل النسخ من المركب تذهب هذه العوامل إلى محفز آخر لبدء العملية من جديد.

## النمو
تشارك العديد من عوامل النسخ في الكائنات متعددة الخلايا في النمو. استجابةً للمنبهات، تعمل عوامل النسخ هذه على تشغيل/إيقاف نسخ الجينات المناسبة، والتي بدورها تسمح بإجراء تغييرات في تشكيل الخلية أو الأنشطة اللازمة لتحديد مصير الخلية والتمايز الخلوي. مثلًا، تعد عائلة عامل نسخ جينات النحت، مهمة للتكوين السليم لنمط الجسم في الكائنات الحية المتنوعة ابتداءًا بذباب الفاكهة ووصولًا إلى الإنسان. من الأمثلة الأخرى عامل النسخ المشفر بواسطة عامل تحديد الخصية، والذي يلعب دورًا رئيسيًا في تحديد الجنس عند البشر.

## الاستجابة للإشارات بين الخلايا
يمكن للخلايا أن تتواصل مع بعضها البعض عن طريق تحرير جزيئات تنتج شلالات من الإشارات داخل خلية مستقبلة أخرى. إذا كانت الإشارة تتطلب التنظيم بالزيادة أو الإنقاص للجينات في الخلية المتلقية، غالبًا ما تكون عوامل النسخ مع اتجاه سلسلة الإشارات. تعد إشارات الإستروجين مثالًا على سلسلة إشارات قصيرة إلى حد ما تتضمن عامل نسخ مستقبلات الإستروجين: يفرز الإستروجين من قبل أنسجة مثل المبيضين والمشيمة، ويعبر غشاء الخلية المتلقية، ويرتبط بمستقبلات هرمون الإستروجين في سيتوبلازم الخلية. ينتقل مستقبل هرمون الإستروجين بعد ذلك إلى نواة الخلية ويرتبط بالمواقع الرابطة للدنا الخاصة به، ما يؤدي إلى تغيير تنظيم نسخ الجينات المرتبطة.